# Apamea reducta
Apamea reducta là một loài bướm đêm trong họ Noctuidae.